# Андреас Бекер
Андреас Бекер (нім. Andreas Becker, 8 березня 1970) — німецький хокеїст на траві.
Олімпійський чемпіон 1992 року, учасник 1996 року.